# Kudakwashe Bhasopo
Kudakwashe Bhasopo (Harare, 18 luglio 1990) è una calciatrice zimbabwese, attaccante del Black Rhinos e della nazionale zimbabwese.
Dopo aver contribuito alla qualificazione alla fase finale dell'edizione 2016 della Coppa delle nazioni africane femminile, siglando la rete dell'andata e una delle tre con cui lo Zimbabwe si è imposto sulle avversarie dello Zambia, è selezionata dalla Federazione calcistica dello Zimbabwe (Zimbabwe Football Association - ZIFA) per rappresentare il proprio paese nel torneo di calcio femminile ai Giochi della XXXI Olimpiade di Rio 2016.
Sua la prima rete del torneo siglata dalle Mighty Warriors, l'unica segnata nel difficile incontro con la Germania dove accorcia le distanze al 50' fissando il punteggio sul 2-1 sulle tedesche, partita poi terminata con un netto 6-1 per la Germania.